# ブッソレンゴ
ブッソレンゴ（伊: Bussolengo）は、イタリア共和国ヴェネト州ヴェローナ県にある、人口約21,000人の基礎自治体（コムーネ）。

## 地理

### 位置・広がり

#### 隣接コムーネ
隣接するコムーネは以下の通り。
- カステルヌオーヴォ・デル・ガルダ
- ラツィーゼ
- パストレンゴ
- ペスカンティーナ
- ソーナ
- ヴェローナ

### 気候分類・地震分類
気候分類では、zona E, 2400 GGに分類される。
また、イタリアの地震リスク階級 (it) では、zona 2 (sismicità media) に分類される。

## 姉妹都市
- ニーダー＝オルム、ドイツ 1984年
- Roquemaure、フランス 2016年